# Ermida do Pé da Cruz

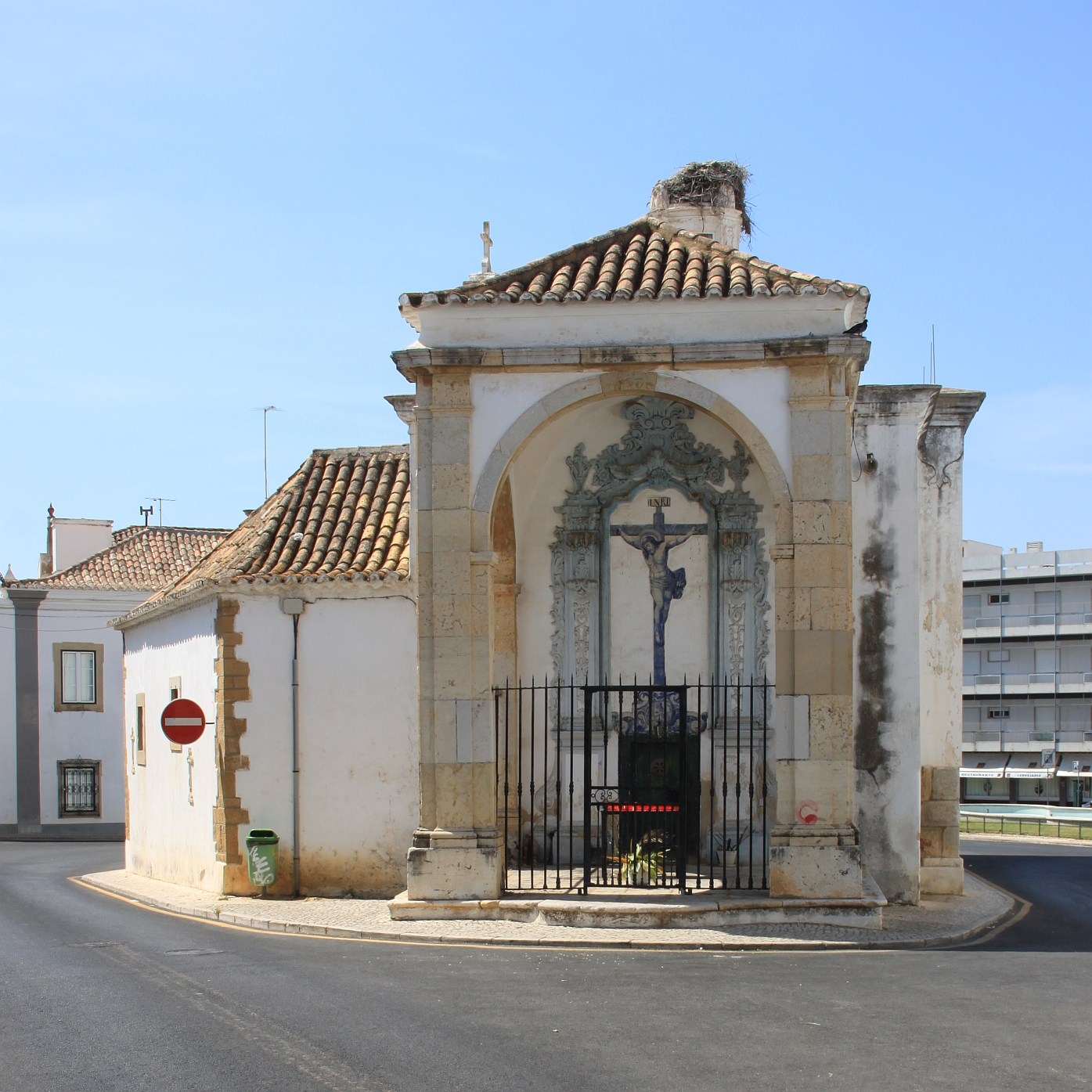
Passo monumental nas traseiras da Ermida.

A Ermida do Pé da Cruz ou Ermida de Nossa Senhora do Pé da Cruz é um edifício "notável" de Faro situado no Largo do Pé da Cruz (antigo Largo do Poço dos Cântaros). Templo do século XVII, construído por volta de 1644, em estilo Barroco, foi inserido no interior da cerca abaluartada após a Restauração da Independência. Posteriormente, foi-lhe adossado um passo monumental nas traseiras, sob expensas de uma fábrica de curtir sola sediada na cidade que tomou em sua protecção a venerável imagem da Nossa Senhora do Pé da Cruz e as Almas Santas. Após o terramoto de 1755, que a destruiu parcialmente, foi alvo de obras de remodelação. No interior da Ermida merecem destaque as ornamentações barrocas assim como o acervo escultórico.

## Fonte
- Lameira, Francisco I. C. Faro Edificações Notáveis. Edição da Câmara Municipal de Faro, 1995.
- «Radix Ministério da Cultura»
- Ermida do Pé da Cruz e zona envolvente na base de dados Ulysses da Direção-Geral do Património Cultural
- Ermida de Nossa Senhora do Pé da Cruz na base de dados SIPA da Direção-Geral do Património Cultural